# Bost (Allier)
Bost település Franciaországban, Allier megyében. Lakosainak száma 180 fő (2022. január 1.). Bost Creuzier-le-Neuf, Cusset, Magnet, Saint-Étienne-de-Vicq és Seuillet községekkel határos.

## Népesség
A település népességének változása:
| Lakosok száma | 192  | 144  | 153  | 163  | 194  | 192  | 188  | 181  | 181  | 180  |
|               | 1968 | 1982 | 1990 | 2006 | 2013 | 2015 | 2017 | 2019 | 2020 | 2022 |